# Steven L. Kent
Steven L. Kent (nacido el 28 de agosto de 1960), hijo del carpintero Ron Kent, es un escritor estadounidense, conocido tanto por el periodismo de videojuegos como por las novelas de ciencia ficción militar. En el año 1993, Steven comenzó a trabajar como periodista independiente, escribiendo reseñas mensuales de videojuegos para el Seattle Times. Con el tiempo, se convirtió en colaborador de publicaciones de videojuegos como Electronic Games, Next Generation y Computer Entertainment News, así como de publicaciones convencionales como Parade, USA Today, Chicago Tribune, MSNBC, Japan Times y Los Angeles Times Syndicate. También escribió entradas sobre videojuegos para Encarta y la Enciclopedia Americana.
En 2005, Steve anunció que se concentraría en escribir novelas. En 2006, publicó The Clone Republic y Rogue Clone. En 2007, publicó The Clone Alliance.
Kent se licenció en 1986 y obtuvo un máster en 1990, ambos por la Universidad Brigham Young.

### Ciencia ficción
- - The Clone Republic(marzo de 2006)
  - Rogue Clone(septiembre de 2006)
  - The Clone Alliance(noviembre de 2007)
  - The Clone Elite(octubre de 2008)
  - The Clone Betrayal(octubre de 2009)
  - The Clone Empire(octubre de 2010)
  - The Clone Redemption(octubre de 2011)
  - The Clone Sedition(octubre de 2012)
  - The Clone Assassin(octubre de 2013)
  - The Clone Apocalypse(diciembre de 2014)

### Horror
- 100 Fathoms Below; coescrito con Nicholas Kaufmann (2018)

### No-ficción
- Star Crusader (with Ed Dille, enero de 1995) - Prima Games
- Wing Commander III (abril de 1995) - Prima Games
- The Making of Final Fantasy The Spirits Within (agosto de 2001)
- The First Quarter: A 25-Year History of Video Games (septiembre de 2001) - BWD Press
- The Ultimate History of Video Games
 [La gran historia de los videojuegos] (octubre de 2001) - Random House International/Three Rivers Press/Prima Lifestyles[2]
- Star Wars: Galactic Battlegrounds (noviembre de 2001) - Prima Games
- The Making of Doom 3 (octubre de 2004) - McGraw-Hill
- The Ultimate History of Video Games: Volume 2 [La historia definitiva de los videojuegos] (agosto de 2021) - Random House International/Crown[3]